# Ільїно-Поляна
Ільї́но-Поля́на (рос. Ильино-Поляна, башк. Ильина Поляна) — село у складі Благовіщенського району Башкортостану, Росія. Адміністративний центр Ільїно-Полянської сільської ради.
Населення — 2039 осіб (2010; 2011 в 2002).
Національний склад:
- росіяни — 67 %

У радянські часи село називалось Ільїна Поляна.